# Charles Louis L'Héritier de Brutelle
Charles Louis L'Héritier de Brutelle, né à Paris le 15 juin 1746 et mort assassiné à Paris le 16 août 1800, est un magistrat français et botaniste. Les travaux botaniques de L'Héritier de Brutelle, un peu méprisés par ses contemporains, ont été reconnus et valorisés par Carl Ludwig Willdenow (1765-1812) et Augustin Pyrame de Candolle (1778-1841). A Londres, l'Héritier décrit formellement le genre Eucalyptus en 1789 en étudiant des spécimens ramenés par James Cook lors de son troisième voyage.

## Biographie

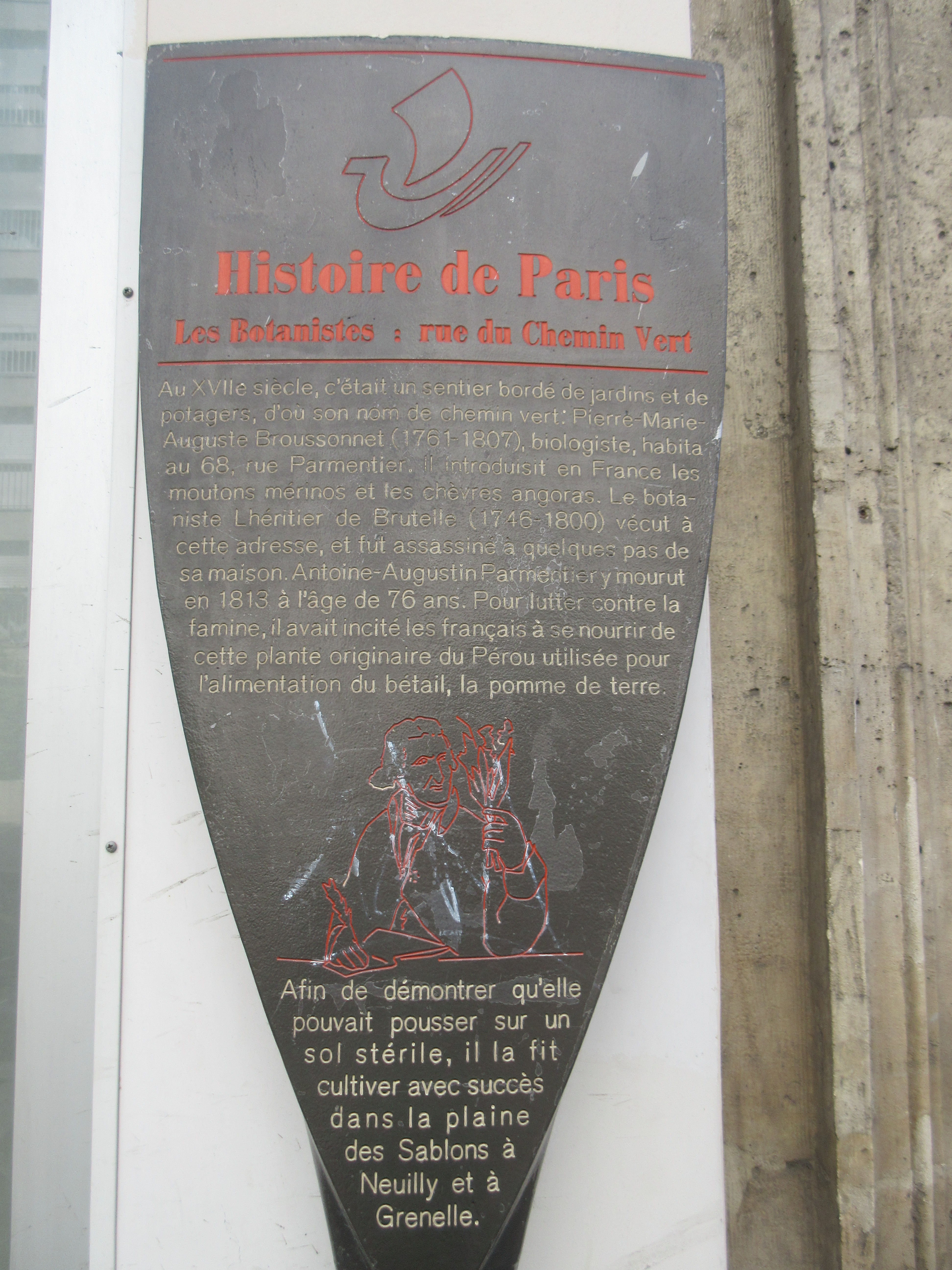
Panneau Histoire de Paris « Les Botanistes-Rue du Chemin-Vert »

Il est surintendant du roi à la Maîtrise des eaux et forêts, puis conseiller à la Cour des aides en 1775, année où Malesherbes, lui-même fin botaniste, est renvoyé. Il épouse en 1775 Thérèse-Valère Doré avec qui il a cinq enfants. Fortuné, il peut se livrer à sa passion botanique en suivant la classification linnéenne, alors que Jussieu ou Adanson en suivent une autre, ce qui provoque leur brouille. L'Héritier de Brutelle est en revanche proche de Cuvier, de Broussonet ou de Thouin, grâce auxquels il est en correspondance avec des botanistes linnéens en Angleterre, comme Joseph Banks ou James Edward Smith. Vers 1783, il nourrit l'idée de publier des brochures sur les nouvelles espèces découvertes, mais écrit à Banks qu'il doit garder ce projet secret, tant la rivalité entre jardiniers et botanistes était grande à Paris. Un premier fascicule paraît en mars 1785 sous le titre de Stirpes novae, un deuxième en janvier 1786 et un troisième en mars 1786. D'autres paraissent en 1788 et plus tard. Ces fascicules sont publiés sur ses propres deniers, comme la plupart de ses ouvrages botaniques, avec une planche, en page pleine, d'illustrations gravées en taille-douce des nouvelles espèces. Celles du deuxième fascicule sont  illustrées par Redouté.

### L'affaire Dombey
Un jeune aventurier, Joseph Dombey, reçoit la permission de la couronne d'Espagne de collecter des spécimens botaniques dans les colonies d'Amérique, sous de strictes conditions, en particulier celle de donner à la couronne espagnole la moitié de la collection. Mais cette dernière est saisie par les Anglais qui capturent le navire, puis une grande partie des spécimens de Dombey disparaît au port de Cadix, où les caisses étaient entreposées dans les locaux de la douane. Lorsque Dombey retourne à Paris, sa collection est fort réduite. La plupart des botanistes français estiment que Dombey doit soumettre à publication ses collections avant les botanistes espagnols, ce qui est contraire aux conditions imposées par la couronne espagnole. L'Héritier se propose de publier à ses frais les résultats de cette expédition et la collection lui est livrée en conséquence en 1786 .
Ceci soulève l'indignation du gouvernement espagnol qui exige la restitution de la collection, ce qu'acceptent les diplomates français. L'Héritier se trouve à la cour lorsque cette décision est prise. Il rentre immédiatement chez lui, s'empresse d'empaqueter la collection et part pour l'Angleterre. Il demeure à Londres et dans les environs pendant quinze mois, jusqu'à ce que l'affaire s'apaise. Il publie à son retour Sertum anglicum qui décrit certaines espèces de Dombey et nombre de plantes cultivées en Angleterre. La collection de Dombey demeure dans l'herbier de L'Héritier, jusqu'à sa mort.

### La Révolution
Au début de la Révolution, L'Héritier n'est pas inquiété, car il est lui-même d'idées libérales et en faveur d'une monarchie constitutionnelle. Il est nommé juge au début du nouveau régime et commandant d'un régiment de quartier de garde nationale en octobre 1789. Lorsque Louis XVI et sa famille sont obligés de quitter Versailles pour Paris, les hommes de L'Héritier font partie de ceux qui protègent le convoi de la colère de la foule révolutionnaire.
En 1790, il entre comme associé botaniste à l'Académie des sciences, malgré les votes hostiles de Jussieu, Adanson et Lamarck. Il poursuit ses publications. Cependant la Grande Terreur commence en 1792. Il est emprisonné pendant une courte période, mais bientôt libéré grâce aux témoignages de ses amis botanistes. Malesherbes, quant à lui, est guillotiné. Lorsque La Grande Terreur s'apaise en 1794, L'Héritier devient veuf. Son fils aîné, Jacques, quitte le foyer paternel, s'entendant semble-t-il peu avec son père, et sa fille aînée s'installe dans une autre famille. Les trois plus jeunes  restent chez lui avec les domestiques. L'Héritier ne se remarie pas.

### Après la Révolution
L'Héritier est ruiné par la Révolution et ne trouve qu'un emploi médiocre au ministère de la Justice, bien qu'il soit en même temps membre du comité de l'agriculture et des arts, et chargé de ce fait de rapports à ce sujet.
L'Académie des sciences renaît de ses cendres en 1795 sous le nom d'Institut National des Sciences et des Arts, et il est élu membre de la section de botanique et de physique végétale, avec des appointements confortables. Il a eu la chance également d'avoir pu conserver son herbier et sa bibliothèque pendant les années troubles. De jeunes botanistes comme Candolle en profitent.
Dans la soirée du 16 août 1800, il rentre à pied chez lui de l'Institut, lorsqu'un inconnu l'assaille et le poignarde. Il est enterré au cimetière du Père-Lachaise (4e division).
Il a laissé un herbier d'environ 8 000 espèces et une très importante bibliothèque botanique. Il a notamment travaillé sur les Géraniacées et a publié en 1792 un ouvrage intitulé Geraniologia. On lui doit la distinction entre les trois genres Geranium, Pelargonium et Erodium. Il a notamment fait paraître Stirpes novae aut minus cognitae, quas descriptionibus et iconibus illustravit Carolus Ludovicus L'Héritier (2 volumes, Paris, 1784-1785). Il décrit le genre Michauxia en 1788.
Selon IPNI, L'Héritier de Brutelle est l'auteur de 446 espèces de plantes.

## Publications
- Stirpes Novae aut minus cognitae, quas descriptionibus et iconibus illustravit...Paris, ex typographia Philippi-Dionysii Pierres (1784) - (1791) - Texte en ligne, Biodiversitylibrary
- Sertum Anglicum seu Plantae Rariores quae in Hortis juxta Londinum, Imprimis in Horto Regio Kewensi Excoluntur, ab Anno 1786 ad Annuum 1787 Observatae. Texte en ligne, projet Gutenberg
- Geraniologia, seu Erodii, Pelargonii, Geranii, Monsoniae et Grieli, Historia iconibus illustrata, Parisii, Typo Petri-Francisci Didot (1787-1788; 1792); planches de Pierre-Joseph Redouté en ligne.
- Cornus: specimen botanicum sistens descriptiones et icones specierum corni minus cognitarum, Parisiis, Typis Petri-Francisci Didot, (1788). MGB Library, en ligne.
- Mémoire sur un nouveau genre de plants appelé Cadia, Magasin encyclopédique, (1795)

## Sources
- Sur les traces des botanistes oubliés : L’Héritier de Brutelle (1746-1800) de Florence Tessier, Conservatrice des Bibliothèques, Muséum National d’Histoire Naturelle (MNHN) - sur le site The Conversation